# José Manuel Rey Varela
José Manuel Rey Varela (Ferrol, 31 de diciembre de 1975) es un abogado y político español, actualmente alcalde de Ferrol y senador por designación autonómica del Parlamento de Galicia.

## Vida
Abogado, en 2002 arrancó su carrera política ejerciendo como concejal en el Concello de Ferrol hasta 2011, siendo también Diputado Provincial en La Coruña de 2007 a 2011. Desde 2011 a 2015 fue Alcalde de Ferrol y Presidente de la Federación Gallega de Municipios y Provincias.
Fue Conselleiro de Política Social de la Xunta de Galicia de 2015 a 2018 y desde 2016 hasta el 14 de junio de 2023 tuvo acta de Diputado Autonómico, ejerciendo de Presidente de la Comisión 1.ª, Institucional, de Administración General, Justicia e Interior. Es el actual Vicesecretario de Acción Municipal del Partido Popular de Galicia.
Desde el 17 de junio de 2023 ejerce por segunda vez como alcalde de Ferrol.

## Alcalde de Ferrol: primer mandato
Primer alcalde de Ferrol con mayoría absoluta, durante su mandato se avanzó en la transformación urbana del barrio de Canido y en las renovaciones del Parque Reina Sofía, Cantón de Molíns, Jardines de Herrera, Plaza de Sartaña, Plaza del Río do Tronco y Parque Jorge Borrow. También se acometieron varias urbanizaciones de viales en la ciudad, entre ellas la calle del Sol. También se pusieron en servicio los centros cívicos de Canido, Ferrol Vello y San Pablo, así como el Auditorio de Caranza y la Residencia Universitaria. En cooperación con otras administraciones, se procedió a la firma de un convenio urbanístico con el Ministerio de Defensa y se ejecutaron las obras necesarias para el saneamiento de la Ría de Ferrol.
Durante su mandato se obtuvo la Declaración de la Fiesta de las Pepitas como Interés Turístico Autonómico y la Fiesta de la Semana Santa como Interés Turístico Internacional y  se puso en marcha la Ruta de la Construcción Naval abriendo las instalaciones de la Armada al público.
En el ámbito social se pusieron en marcha los Planes de Familia y de Igualdad de Oportunidades, se aperturaron los Centros de día de Caranza y de Esteiro, nuevos Comedores Sénior y la escuela infantil de Esteiro.
En 2015 fue el candidato más votado pero tras el pacto de FEC (Ferrol en Común), el PSOE y el BNG no revalidó la alcaldía, al igual que en el año 2019, a falta de un concejal para la mayoría absoluta. 

## Presidente de la FEGAMP
Bajo su presidencia, la FEGAMP participó en la elaboración de leyes como la Ley de Inclusión Social de Galicia (Año 2011), la Ley de Accesibilidad (Año 2012), y la Ley gallega de adaptación a los concellos de la Ley de Racionalización de la Administración Local (Año 2014).

## Conselleiro de Política Social
Durante su mandato como conselleiro, se aprobó el Plan de Apoyo a la Natalidad (Año 2015), la Estrategia Gallega para la Infancia y Adolescencia 2016-2020, la Tarjeta de la Discapacidad, la Ley 8/2016 sobre el Concierto Social en Galicia, el Observatorio de Dinamización Demográfica de Galicia, la Agenda Social Única de Galicia y el Informe Galicia: Perspectivas demográficas base para la futura Ley de Impulso Demográfico de Galicia.
Fue miembro del Consejo Territorial de Dependencia del Ministerio de Sanidad y Política Social y miembro de la Comisión para el análisis del Sistema de Dependencia en España (Consejo de Ministros del 10 de febrero de 2017), participando también en numerosos Consejos de Ministros en la Unión Europea representando a las Comunidades Autónomas españolas, en el Consejo de Europa, en el Comité de Derechos del Niño de la ONU y en el Consejo de Comunidades Gallegas en Iberoamérica.

## Diputado en el Parlamento de Galicia
Como Presidente de la Comisión 1.ª Institucional, de Administración General, Justicia e Interior, el Parlamento de Galicia tramitó las leyes de Administración Digital de Galicia (Año 2019) y la Ley de Acción Exterior y Cooperación para el Desarrollo de Galicia (Año 2021)
Como portavoz del Grupo Popular en la Comisión Permanente del Consejo de Cuentas, fue Ponente de las Memorias de los años 2018 y 2019.

## Alcalde de Ferrol: segundo mandato
Tras haber logrado la candidatura del Partido Popular la obtención de trece de los veinticinco concejales que integran el pleno municipal de Ferrol en las elecciones del 28 de mayo de 2023, José Manuel Rey Varela juró su cargo como alcalde de la ciudad el 17 de junio de 2023, conformando un gobierno monocolor, al disponer de la mayoría absoluta de los votos del pleno.

## Trayectoria
| Predecesor: Beatriz Mato Otero              | Conselleiro de Política Social de la Xunta de Galicia 2015-2018 | Sucesor: Fabiola García Martínez            |
| Predecesor: -                               | Diputado en el Parlamento de Galicia 2016-2023                  | Sucesor: -                                  |
| Predecesor: José Manuel Vilariño Anca       | Presidente de PP de Ferrol 2008-actualidad                      | Sucesor: En el cargo                        |
| Predecesor: Vicente Luis Irisarri Castro    | Alcalde de Ferrol 2011-2015                                     | Sucesor: En el cargo                        |
| Predecesor: Carlos Antonio Fernández Castro | Presidente de la FEGAMP 2011-2015                               | Sucesor: Alfredo Laudelino García Rodríguez |
| Predecesor: -                               | Vicesecretario del PP de Galicia 2021-actualidad                | Sucesor: En el cargo                        |
| Predecesor: Ángel Manuel Mato Escalona      | Alcalde de Ferrol 2023-actualidad                               | Sucesor: En el cargo                        |
| Predecesor: -                               | Senador por designación autonómica 2023-actualidad              | Sucesor: En el cargo                        |